# Uccidete Johnny Ringo
Uccidete Johnny Ringo è un film del 1966, diretto da Gianfranco Baldanello.

## Trama
Il ranger Johnny Ringo, è stato incaricato dal Dipartimento di Stato di smascherare l'organizzazione di un misterioso traffico di dollari falsi.